# Renivaldo Pena
Pour les articles homonymes, voir Pena.
Renivaldo Pereira de Jesus, dit Pena, est un footballeur brésilien né le 19 février 1974 à Vitória da Conquista-BA. Il joue au poste d'attaquant.
Renivaldo Pena termine meilleur buteur du championnat du Portugal lors de la saison 2000-2001 en inscrivant 22 buts.

## Carrière
- 1994 :  Serrano
- 1995-1996 :  Conquista
- 1957 :  Rio Branco EC
- 1998 :  Ceará SC
- 1998 :  Paraguaçuense
- 1998-1999 :  Grasshopper Zurich
- 1999-2000 :  SE Palmeiras
- 2000-2005 :  FC Porto
- 2002-2003 :  RC Strasbourg (prêté par le FC Porto)
- 2003-2004 :  Sporting Braga (prêté par le FC Porto)
- 2004-2005 :  CS Marítimo (prêté par le FC Porto)
- 2005-2006 :  Botafogo FR
- 2006 :  Paulista FC
- 2007 :  AD Confiança
- 2008 :  Serrano
- 2009 :  Madre de Deus
- 2010-2011 :  Serrano[1],[2]

## Palmarès
- Vainqueur de la Copa Libertadores en 1999 avec Palmeiras
- Vainqueur de la Coupe du Portugal en 2001 avec le FC Porto
- Vainqueur de la Supercoupe du Portugal en 2001 avec le FC Porto